# Тростянка (Польща)
Тростянка (Тростяниця, Тшесцянка, пол. Trześcianka) — село в Польщі, у гміні Нарва Гайнівського повіту Підляського воєводства. Населення — 265 осіб (2011).

## Історія
Вперше згадується на межі XV та XVI століть. Засноване близько 1560 року на 74 волоках землі, належало до фільварку Столовач.

## Населення
Демографічна структура станом на 31 березня 2011 року:
|          | Загалом | Допрацездатний вік | Працездатний вік | Постпрацездатний вік |
| -------- | ------- | ------------------ | ---------------- | -------------------- |
| Чоловіки | 131     | 17                 | 77               | 37                   |
| Жінки    | 134     | 14                 | 43               | 77                   |
| Разом    | 265     | 31                 | 120              | 114                  |

Наприкінці XIX століття у селі нараховувалося близько 150 будинків та 1000 мешканців, у 1935 році — 206 будинків та 1031 особа.

## Релігія
У селі міститься парафіяльна церква Святого Архангела Михаїла та цвинтарна каплиця.
Православна парафія та церква існували вже у 1541 році. На початку XIX століття парафія нараховувала близько 1600 парафіян. У 1835 церква згоріла і сільську парафію долучено до парафії в Пухлах. Нова церква зведена у 1866 році. У 1896 році також відновлена парафія. У 1905 році парафія села нараховувала 2200 парафіян із сіл Тростянки, Білки, Саки, Городники та Іванки. До 1915 року існувала у селі церковновчительська семінарія, заснована на основі церковної школи, яка діяла з 1850 року в урочищі Ставок. У міжвоєнний період парафія припинила існувати через заборону польської адміністрації.
У 1928 році у селі було дозволено створити філію парафії в Нарві. До цієї філії долучено також церкву в Пухлах. У 1935 році до церкви в Тростянці належало близько 1800 парафіян із сіл Тростянка, Іванки, Живково, Білки, Городники, Саки, урочища Ставок. Знову самостійною парафія у Тростянці стала у період Другої світової війни. У 1945 році вона нараховувала близько 1300 парафіян. У 1958 році парафії Тростянка, Риболи і Пухли, які належали тоді до Білостоцької єпархії, долучено до Варшавської єпархії.

## Галерея

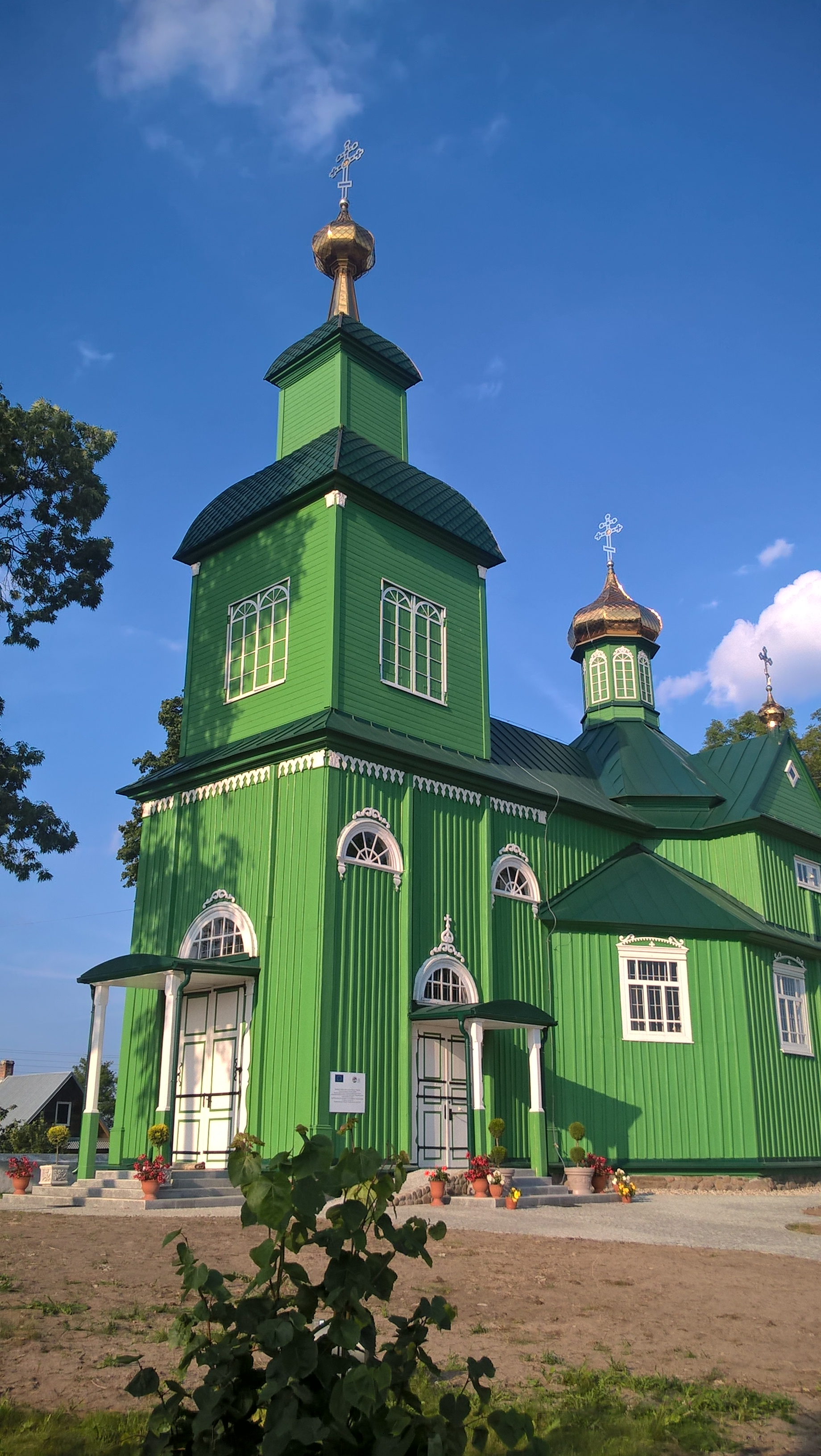
Православна церква Архангела Михаїла
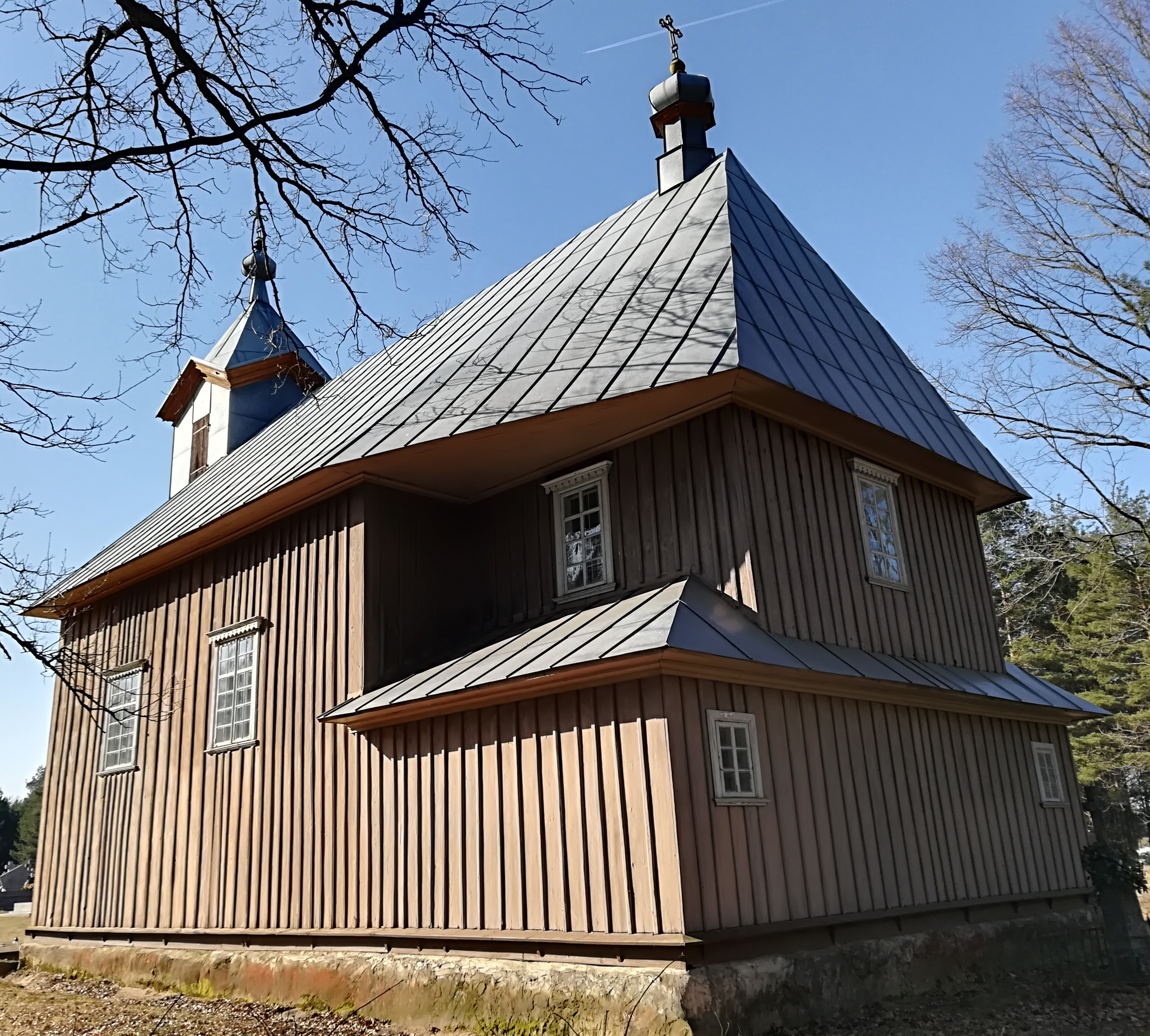
Православна церква на кладовищі
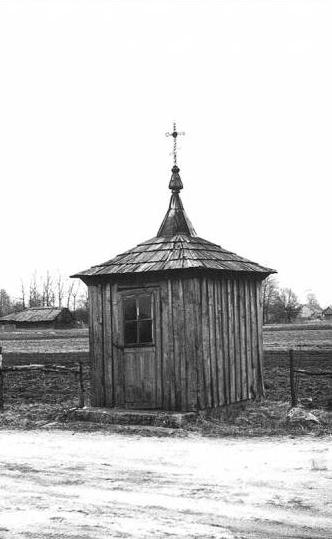
Каплиця за селом